# Jun Konno
Jun Konno –en japonés, 金野 潤, Konno Jun– (20 de marzo de 1967) es un deportista japonés que compitió en judo. Ganó una medalla de oro en los Juegos Asiáticos de 1994 y tres medallas de oro en el Campeonato Asiático de Judo entre los años 1991 y 1997.

## Palmarés internacional
| Juegos Asiáticos    | Juegos Asiáticos   | Juegos Asiáticos | Juegos Asiáticos |
| Año                 | Lugar              | Medalla          | Categoría        |
| ------------------- | ------------------ | ---------------- | ---------------- |
| 1994                | Hiroshima (Japón)  | Medalla de oro   | +95 kg           |
| Campeonato Asiático |                    |                  |                  |
| Año                 | Lugar              | Medalla          | Categoría        |
| 1991                | Osaka (Japón)      | Medalla de oro   | Abierta          |
| 1993                | Macao (Portugal)   | Medalla de oro   | Abierta          |
| 1997                | Manila (Filipinas) | Medalla de oro   | +95 kg           |